# Türkiye 1. Basketbol Ligi 1976-1977
La Türkiye 1. Basketbol Ligi 1976-1977 è stata l'11ª edizione del massimo campionato turco di pallacanestro maschile. La vittoria finale è stata ad appannaggio dell'Eczacıbaşı.

## Risultati

### Stagione regolare
|     | Squadra      | G  | V  | N | P  | PF    | PS    | Pt. | Qualificazione     |
| --- | ------------ | -- | -- | - | -- | ----- | ----- | --- | ------------------ |
| 1.  | Eczacıbaşı   | 22 | 19 | 0 | 3  | 2.000 | 1.542 | 60  |                    |
| 2.  | Beşiktaş     | 22 | 18 | 0 | 4  | 1.963 | 1.466 | 58  |                    |
| 3.  | İTÜ Istanbul | 22 | 14 | 0 | 8  | 1.868 | 1.777 | 50  |                    |
| 4.  | Şekerspor    | 22 | 14 | 0 | 8  | 1.590 | 1.558 | 50  |                    |
| 5.  | Karşıyaka    | 22 | 13 | 0 | 9  | 1.631 | 1.550 | 48  |                    |
| 6.  | Galatasaray  | 22 | 12 | 1 | 9  | 1.689 | 1.681 | 47  |                    |
| 7.  | Tofaş SAS    | 22 | 9  | 0 | 13 | 1.736 | 1.742 | 40  |                    |
| 8.  | Fenerbahçe   | 22 | 8  | 0 | 14 | 1.730 | 1.842 | 38  |                    |
| 9.  | Yenişehir    | 22 | 6  | 1 | 15 | 1.492 | 1.663 | 35  |                    |
| 10. | Ankara DSİ   | 22 | 6  | 0 | 16 | 1.481 | 1.712 | 34  |                    |
| 11. | Kolejliler   | 22 | 6  | 0 | 16 | 1.620 | 1.813 | 34  | retrocesse in TBL2 |
| 12. | ODTÜ         | 22 | 5  | 0 | 17 | 1.572 | 1.791 | 32  | retrocesse in TBL2 |

| Türkiye 1. Basketbol Ligi 1976-1977 |
| ----------------------------------- |
| Eczacıbaşı 2º titolo                |

## Formazione vincitrice
| N° | Naz.               | Ruolo | Sportivo        |  | Alt. |  |
| -- | ------------------ | ----- | --------------- |  | ---- |  |
|    | Turchia (bandiera) |       | Efe Aydan       |  |      |  |
|    | Turchia (bandiera) |       | Mehmet Döğüşken |  |      |  |
|    | Turchia (bandiera) |       | Melih Erçin     |  |      |  |
|    | Turchia (bandiera) |       | Necati Güler    |  |      |  |
|    | Turchia (bandiera) |       | Reşat Güney     |  |      |  |
|    | Turchia (bandiera) |       | Doğan Hakyemez  |  |      |  |
|    | Turchia (bandiera) |       | Esat Özertan    |  |      |  |
|    | Turchia (bandiera) |       | Nuri Tan        |  |      |  |
|    | Turchia (bandiera) |       | Orhan Tuncer    |  |      |  |
|    | Turchia (bandiera) | All.  | Aydan Siyavuş   |  |      |  |